# Österåkerspartiet
Österåkerspartiet (öp eller ÖP) er et lokalt politisk parti i Österåkers kommun i Stockholms län (Uppland).
Partiet har været repræsenteret i kommunalbestyrelsen siden 1998.
Ved valgene i 1998, 2002, 2006, 2010 og 2014 fik partiet valgt to mandater ind i kommunalbestyrelsen. 
Partiet er en del af den regerende flertalskoalition i kommunen. De andre partier i koalitionen er Moderaterne, Folkpartiet liberalerna, Centerpartiet og Kristdemokraterna.
| Politisk parti | Spire Denne artikel om et politisk parti eller gruppe er en spire som bør udbygges. Du er velkommen til at hjælpe Wikipedia ved at udvide den. |